# 友好北路街道
友好北路街道，是中华人民共和国新疆维吾尔自治区乌鲁木齐市沙依巴克区下辖的一个乡镇级行政单位。

## 行政区划
友好北路街道下辖以下地区：
友好新村东社区、友好新村西社区、师大社区、八楼社区、军区医院社区、友谊社区、宝地社区、石家园子社区、利民社区和泰华社区。